# Castello di Vezio
Het Castello di Vezio is een burcht en kasteelruïne in de gemeentes Varenna en Perledo in Italiaanse provincie Lecco in de regio Lombardije.
Het kasteel ligt op een lage heuveltop met uitzicht over het Comomeer en had de macht over het meer. Het kasteel steekt uit boven Varenna, maar ligt lager dan het grootste deel van Parledo. De belangrijkste toren wordt gekenmerkt door vierkante kantelen. Het was ooit met muren verbonden met muren om het dorp Varenna.

## Geschiedenis
In de late 11e eeuw of het begin van de 12e eeuw werd het kasteel gebouwd. In de daarop volgende eeuwen werd het kasteel meerdere malen gerestaureerd. In de late 19e eeuw en in 1956 werden in het gebied overblijfselen van graven uit de ijzertijd gevonden, evenals wapens en wapenschilden.
In de Eerste Wereldoorlog werden er kerkers gebouwd als onderdeel van de linea Cadorna. Tegenwoordig huisvest het tuinen en een groep roofvogels, gehouden door een lokale valkenier.
In 1999 werd het kasteel geopend voor het publiek. De toren herbergt een permanente tentoonstelling gewijd aan Lariosaurus, een uitgestorven zeereptiel uit het Midden-Trias, die zijn naam dankt aan het meer na zijn ontdekking in Perledo in 1830.